# Ašina Funian
Ašina Funian (kitajsko 阿史那伏念) je bil član klana Ašina in leta 680-681 vodja enega od uporov, v katerih so se Gokturki poskušali otresti oblasti dinastije Tang in obnoviti  Vzhodni turški kaganat. Njegov upor je bil neuspešen, njega samega pa so Tangi usmrtili, * ni znano, † 5. december 681, Čangan.

## Ozadje
Proti koncu 6. stoletja se je v Prvem turškem kaganatu, nasledniku Ruranskega kaganata kot hegemonu Mongolske planote, začela državljanska vojna, ki se je leta 603 končala z delitvijo na Vzhodni in Zahodni turški kaganat.  Stanje je bilo kratkotrajno, saj je Vzhodni kaganat leta 630 osvojila kitajska dinastija Tang, Zahodni kaganat je enako usodo doživel leta 657. Po osvojitvi so bili Vzhodni Turki prisiljeni sprejeti status protektorata na obrobju Kitajske. Po neuspelem  poskusu atenta na tanškega cesarja  Taizonga  so bili prisiljeni živeti med Rumeno reko in Gobijem kot tamponska država med Kitajsko in Šuejantuojem.
Prvi upor proti Tangu je vodil Čebi kan leta 646 in poskusil obnoviti kaganat, dokler ga ni leta 650 ujel general Tang Gao Kan.
Drugi poskus se je dogajal med letoma 679 in 680, ko je Ašina Nišufu, pripadnik vodilnega klana Ašina, vodil vrsto uspešnih pohodov proti Tangu, ki mu je takrat vladala cesarica Vu Dzetjan, preden ga je premagala velika kitajska vojska pod poveljstvom generala Pej Šingdžana. Nišufuja so kasneje ubili njegovi možje.

## Funianov upor
Po Nišufujevi smrti je bil za kagana Vzhodnih Turkov imenovan Ilig kaganov sorodnik Ašina Funian. Pod njegovim vodstvom se je začel nov upor proti okupatorjem.
V začetnih fazah upora je Funian dosegel nekaj zmag. V eni od prvih bitk je premagal generala Tang Cao Huaišuna in izkazal usmiljenje do njega in njegove vojske ter jim omogočil prost prehod v zameno za dragocenosti. Mirovni sporazum je bil zapečaten z žrtvovanjem vola. Oblasti Tanga dogovorov in mirovnega sporazuma niso spoštovale in generala Caa kaznovale z izgnanstvom.
Leta 681 je Vzhodne Turke premagal general Pej Šiangdžin, ki je poraženega voditelja prepričal, da se je vdal, z obljubo, da zaradi svojega upora ne bo trpel posledic. V ujetništvu je Funian postal središče dvornih spletk, za katerimi je stal prvi minister Pej Jan, ki je zahteval usmrtitev Funiana in drugih voditeljev turškega upora.
5. decembra 681 so bili Ašina Gunian in 53 Gokturkov javno usmrčeni v Čanganu. Njihova usmrtitev kot rezultat dvorne politike je še bolj podžgala protikitajsko razpoloženje med Vzhodnimi Turki.

## Posledice
Funianova smrt se je izkazala za le začasen predah med upori. Gokturki so leta  682 za svojega novega kagana izvolili poglavarja Ašina Kutluga, ki je vladal kot Ilteriš kagan. Novi kagan je zbral ostanke Funianove vojske in združil turška plemena in uspel premagati Tang. Po zmagi je ustanovil Drugi turški kaganat.
1. 1 2  Gunchinsuren, Byambaa (2017). »The Archaeology of Mongolia's Early States«.  V Habu, Junko; Lape, Peter V.; Olsen, John W. (ur.). Handbook of East and Southeast Asian Archaeology (v angleščini). New York: Springer. str. 715. ISBN 9781493965212.
2. ↑  Hosszú, Gábor (2013) [2011]. Heritage of Scribes: The Relation of Rovas Scripts to Eurasian Writing Systems (v angleščini). Budapest, Hungary: Rovas Foundation. str. 285. ISBN 9789638843746. Eastern Turkic Khaganate.
3. ↑  West, Barbara A. (2010). Encyclopedia of the Peoples of Asia and Oceania. Facts on File Library of World History (v angleščini). New York: Infobase Publishing. str. 829–830. ISBN 9781438119137.
4. ↑  Woo, X. L. (2008). Empress Wu the Great: Tang Dynasty China (v angleščini). New York: Algora Publishing. str. 166–168. ISBN 9780875866604.
5. ↑  Р.т, Ганиев (2017). »Борьба за независимость восточных тюрков и династия тан в 679 - 690 годах«. Вестник Пермского университета. Серия: История. 2 (37). ISSN 2219-3111.
6. ↑  Bauer, Susan Wise (2010). The History of the Medieval World: From the Conversion of Constantine to the First Crusade (v angleščini). New York and London: W. W. Norton & Company. str. 238. ISBN 9780393078176.
7. ↑  Chen, Hao (2021). A History of the Second Türk Empire (ca. 682-745 AD). Leiden: Brill. str. 17.
8. 1 2 3  Pan, Yihong (1997). »Chapter 8: China, the Second Turkish Empire and the Western Turks, 679-755«. Son of Heaven and Heavenly Qaghan: Sui-Tang China and Its Neighbors (v angleščini). Bellingham, WA: Center for East Asian Studies, Western Washington University. str. 262. ISBN 9780914584209.
9. ↑  Skaff, Jonathan Karam (2012). Sui-Tang China and Its Turko-Mongol Neighbors: Culture, Power, and Connections, 580-800 (v angleščini). Oxford and New York: Oxford University Press. str. 193. ISBN 9780199996278.
10. ↑  Yalinkiliç, Tuba (15. december 2013). »Bir Dönemin İki Farklı Anlatımı - Kül Tigin Yazıtının Çince ve Türkçe Metinlerinin Karşılaştırması«. Uluslararası Türkçe Edebiyat Kültür Eğitim (TEKE) Dergisi (v turščini). 2 (4): 27–47. doi:10.7884/teke.254. ISSN 2147-0146.[mrtva povezava]
11. ↑  Erdal, Marcel; Hao 陳浩, Chen (2017). »The Khocho Toñukuk Tradition in Runiform, Uyghur and Chinese Sources // 探討高昌突厥石碑和維吾爾語、中文文獻上的暾欲谷記«. Central Asiatic Journal. 60 (1–2): 109–117. doi:10.13173/centasiaj.60.1-2.0109. ISSN 0008-9192. JSTOR 10.13173/centasiaj.60.1-2.0109.
12. ↑  Osawa, Takashi (2006). »Aspects of Old Turkic Social System Based on Fictitious Kinship: Te Analysis of the term "kul" (slave) in Orkhon-Yenisei Epitaphs«.  V Boĭkova, Elena Vladimirovna; Rybakov, R. B. (ur.). Kinship in the Altaic World: Proceedings of the 48th Permanent International Altaistic Conference, Moscow 10-15 July, 2005 (v angleščini). Wiesbaden, Germany: Otto Harrassowitz Verlag. str. 225. ISBN 9783447054164.